# Tanzánia a 2000. évi nyári olimpiai játékokon
Tanzánia az ausztráliai Sydneyben megrendezett 2000. évi nyári olimpiai játékok egyik részt vevő nemzete volt. Az országot az olimpián 1 sportágban 4 sportoló képviselte, akik érmet nem szereztek.

## Atlétika
Férfi
| Versenyző      | Versenyszám | Eredmény      | Helyezés      |
| -------------- | ----------- | ------------- | ------------- |
| Zebedayo Bayo  | Maraton     | 2:26:24       | 61.           |
| Angelo Simon   | Maraton     | nem ért célba | nem ért célba |
| Fokasi Wilbrod | Maraton     | nem ért célba | nem ért célba |

Női
| Versenyző        | Versenyszám | Előfutam | Előfutam | Előfutam | Döntő   | Döntő    |
| Versenyző        | Versenyszám | Idő      | Hely.    | Össz.    | Idő     | Helyezés |
| ---------------- | ----------- | -------- | -------- | -------- | ------- | -------- |
| Restituta Joseph | 10 000 m    | 33:12,18 | 11.      | 21.      | kiesett | kiesett  |